# Nils Hylander
Nils Hylander (24 de octubre de 1904 - 28 de julio de 1970 ) fue un pteridólogo, botánico, y micólogo sueco.

## Algunas publicaciones
- 1948. List of amendments to the provisional minutes of the Symposium on Botanical Nomenclature and Taxonomy
- Hylander, N; I Jørstad, JA Nannfeldt. 1953. Enumeratio uredinearum scandinavicarum. Opera botanica 1 ( 1)
- 1957. Cardaminopsis suecica (Fr.) Hiitonen, a Northern Amphidiploid species. Bull. du Jardin botanique de l'État a Bruxelles 27 (4 ): 591-604

## Libros
- 1941. De svenska formerna av Mentha gentilis L. coll.. Ed. Uppsala, Almqvist & Wiksells boktr. 49 p.

- 1945. Nomenklatorische und systematische Studien über nordische Gefässpflanzen. Ed. Uppsala, Almqvist & Wiksells Boktryckeri ab. 337 p.

- 1954. The genus Hosta in Swedish gardens: With contributions to the taxonomy, nomenclature and botanical history of the genus (Acta Horti Bergiani). Ed. Almquist & Wiksells. 420 p.

- 1955. Förteckning över Nordens växter. 1, Kärlväxter = Vascular plants. Ed. Lund : Gleerup, 175 p.

- Nordisk kärlväxtflora I - II. Omfattande Sveriges, Norges, Danmarks, Östfennoskandias, islands och Färöarnas kärlkryptogamer och fanerogamer, 2 v. V. 1: Estocolmo 1953, 392 + XV p. V. 2 1966, 455 + X p.[1]

- 1971. Prima loca plantarum vascularium Sueciae. Plantae subspontaneae vel in tempore recentiore adventitiae. Första litteraturuppgift för Sveriges vildväxande kärlväxter jämte uppgifter om första svenska fynd. Förvildade eller i senare tid inkomna växter. Ed. Almqvist & Wiksell, Uppsala. 332 p.

- 1997. Vara Kulturvaxters Namn Pa Svenska Och Latin. 3ª ed. 302 p. ISBN 91-36-00281-X

- La abreviatura «Hyl.» se emplea para indicar a Nils Hylander como autoridad en la descripción y clasificación científica de los vegetales.[2]